# استویتلند (میزوری)
استویتلند (به انگلیسی: Stoutland) یک روستا (ایالات متحده آمریکا) در ایالات متحده آمریکا است که در میزوری واقع شده‌است.
 استویتلند ۱٫۵۷ کیلومتر مربع مساحت و ۱۹۲ نفر جمعیت دارد و ۳۵۴ متر بالاتر از سطح دریا واقع شده‌است.